# American Pharoah
American Pharoah, né en 2012, est un cheval de course pur-sang anglais américain. En juin 2015, il devient le douzième détenteur de la Triple Couronne des courses américaines, exploit qui n'avait pas été réalisé depuis Affirmed en 1978.

## Carrière de courses
Élevé dans le Kentucky par son propriétaire, l'homme d'affaires d'origine égyptienne Ahmed Zayat, American Pharoah est présenté aux ventes de yearlings en 2013, où il est racheté à $ 300 000 par son vendeur, qui en espérait au minimum 1 million. Le poulain est confié aux soins de l'entraîneur Bob Baffert, l'un des plus titrés des États-Unis, et acquiert son nom lors d'un concours organisé par les écuries Zayat ; une participante suggère « American Pharaoh » (« pharaon américain ») en hommage au père du poulain, Pioneerof the Nile (« Pionnerdu Nil »), et au père de sa mère, Yankee Gentleman, mais une coquille se glisse dans le nom à une étape inconnue de son processus d'attribution et le poulain est finalement enregistré sous une mauvaise épellation.

### À 2 ans
Aisément identifiable par sa queue très courte, American Pharoah fait ses débuts en compétition en août de ses 2 ans sur l'hippodrome de Del Mar, en Californie, monté par Martin Garcia dans une course pour inédits, où il ne peut terminer que cinquième, loin du vainqueur. Néanmoins tenu en très haute estime par son entraîneur, il réapparait un mois plus tard dans un groupe 1 sur le même hippodrome, le Del Mar Futurity, sous la selle de celui qui devient alors son partenaire attitré, Victor Espinoza. Sans les œillères dont il était muni pour ses débuts et qui l'ont peut-être contrarié, le poulain pulvérise l'opposition de près de cinq longueurs, l'emportant de bout en bout. C'est avec la même tactique qu'il enchaîne une autre victoire tout aussi démonstrative au niveau groupe 1, dans les FrontRunner Stakes à Santa Anita, fin septembre. Fort de ces deux convaincants succès, le voici naturellement installé grand favori de la Breeders' Cup Juvenile, programmée le 1er novembre. Mais une blessure l'empêche de s'aligner au départ de l'épreuve-reine des 2 ans, qui voit s'imposer Texas Red, troisième des FrontRunner Stakes. Néanmoins, American Pharoah est logiquement sacré champion des 2 ans. 

### À 3 ans

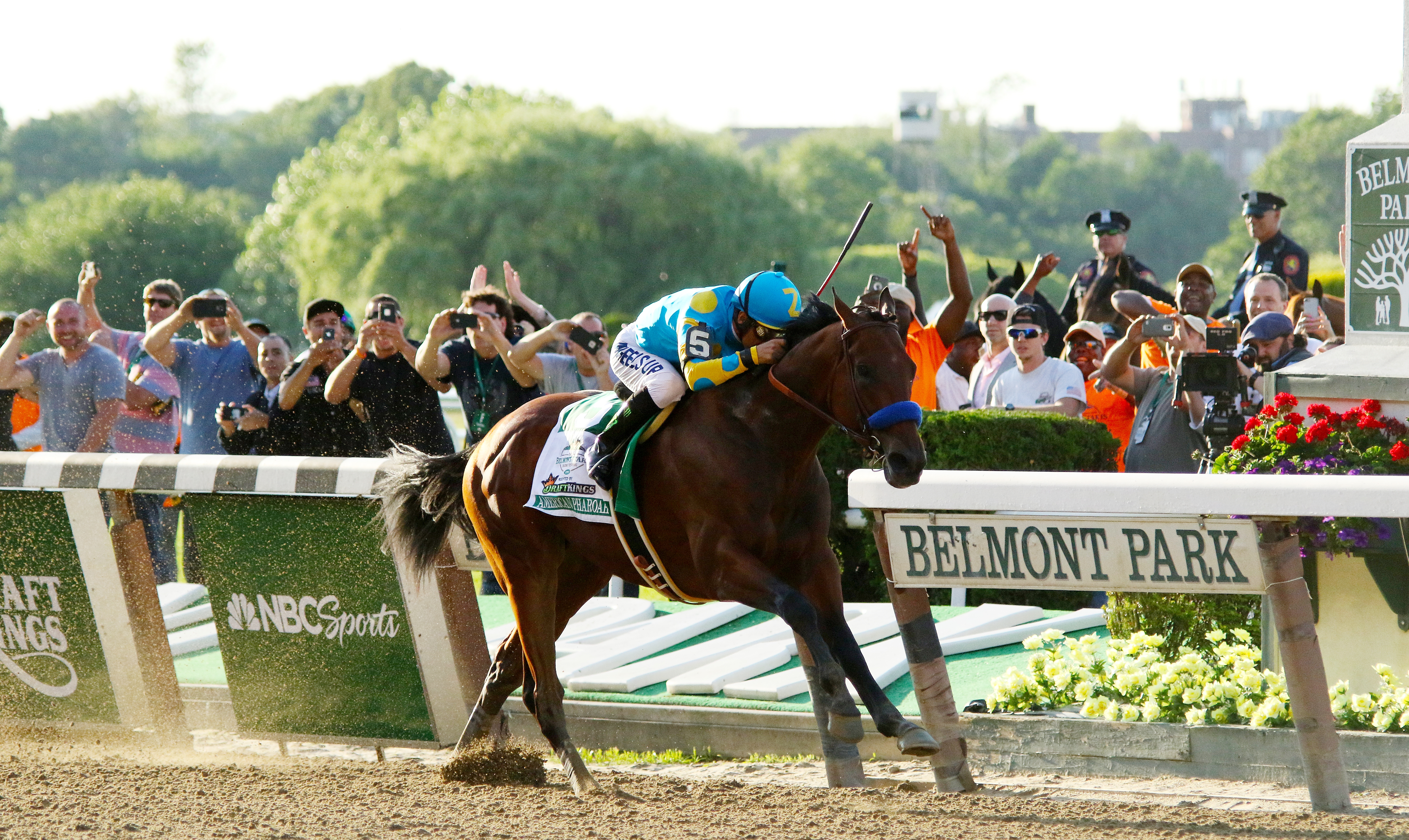
American Pharoah lors de sa victoire dans les Belmont Stakes

La rentrée du crack à 3 ans est attendue en mars sur l'hippodrome de Oaklawn Park à Hot Spring, Arkansas. Aligné au départ des Rebel Stakes, un groupe 2 sur 1700 mètres, il ne fait qu'une bouchée de ses adversaires du jour, puis enchaîne par un succès encore plus impressionnant dans l'Arkansas Derby, groupe 1, qu'il remporte de huit longueurs. C'est donc logiquement dans la peau du grand favori qu'il prend part au Kentucky Derby à Churchill Downs, première étape de la Triple Couronne. Opposé à tous les meilleurs poulains du pays, à l'exception de Texas Red, blessé, il remporte sa victoire la plus disputée, par une longueur seulement. Une polémique éclate d'ailleurs quant à l'usage apparemment abusif que fait son jockey de sa cravache. Aucune sanction n'est toutefois retenue contre lui, les commissaires ayant estimé qu'il avait fait plus d'agitation avec sa cravache qu'il n'avait donné de coups réels. Quoi qu'il en soit, American Pharoah, auréolé de son titre de Derby-winner, se trouve lancé sur le chemin de la Triple Couronne.     
L'étape suivante, les Preakness Stakes, donne l'occasion à ses dauphins de Churchill Downs, Firing Line et Dortmund, de prendre leur revanche. Mais dans une course disputée dans des conditions particulières, après une très grosse averse ayant laissé le sol de la piste en dirt détrempé, l'un comme l'autre, terminant quatrième et huitième, ne peuvent qu'apercevoir de loin la courte queue du champion : sept longueurs sanctionnent la supériorité d'American Phaorah. Reste à conquérir la dernière étape du challenge, la plus difficile, les Belmont Stakes, qui constitue la troisième course en cinq semaines, et surtout suppose un fort rallongement de distance, vers les 2400 mètres. Ces quinze dernières années, les nombreux auteurs du doublé Kentucky Derby-Preakness Stakes s'y sont cassé les dents : California Chrome l'année précédente, Big Brown en 2008, Smarty Jones en 2004, Funny Cide en 2003, War Emblem en 2002. La difficulté est d'autant plus grande que le poulain fait face à des concurrents qui, contrairement à lui, n'ont pas couru les deux premières étapes constituant la Triple Couronne et sont donc en meilleure forme physique pour les Belmont Stakes. Cependant, les circonstances sont plus favorables pour American Pharoah, qui n'a jamais trouvé d'adversaire à sa hauteur dans cette génération un peu creuse, que pour ses prédécesseurs. Au départ de la course, on ne trouve qu'un seul candidat s'étant placé dans les deux précédentes épreuves, en l’occurrence Tale of Verve, qui ne se montrera pas plus dangereux que les six autres opposants au favori : American Pharoah s'impose très facilement, de bout en bout, dans une course sans suspens, sous les yeux de 22 millions de téléspectateurs. Il devient surtout le premier cheval à ravir la Triple Couronne depuis Affirmed en 1978. 

### Après la Triple Couronne

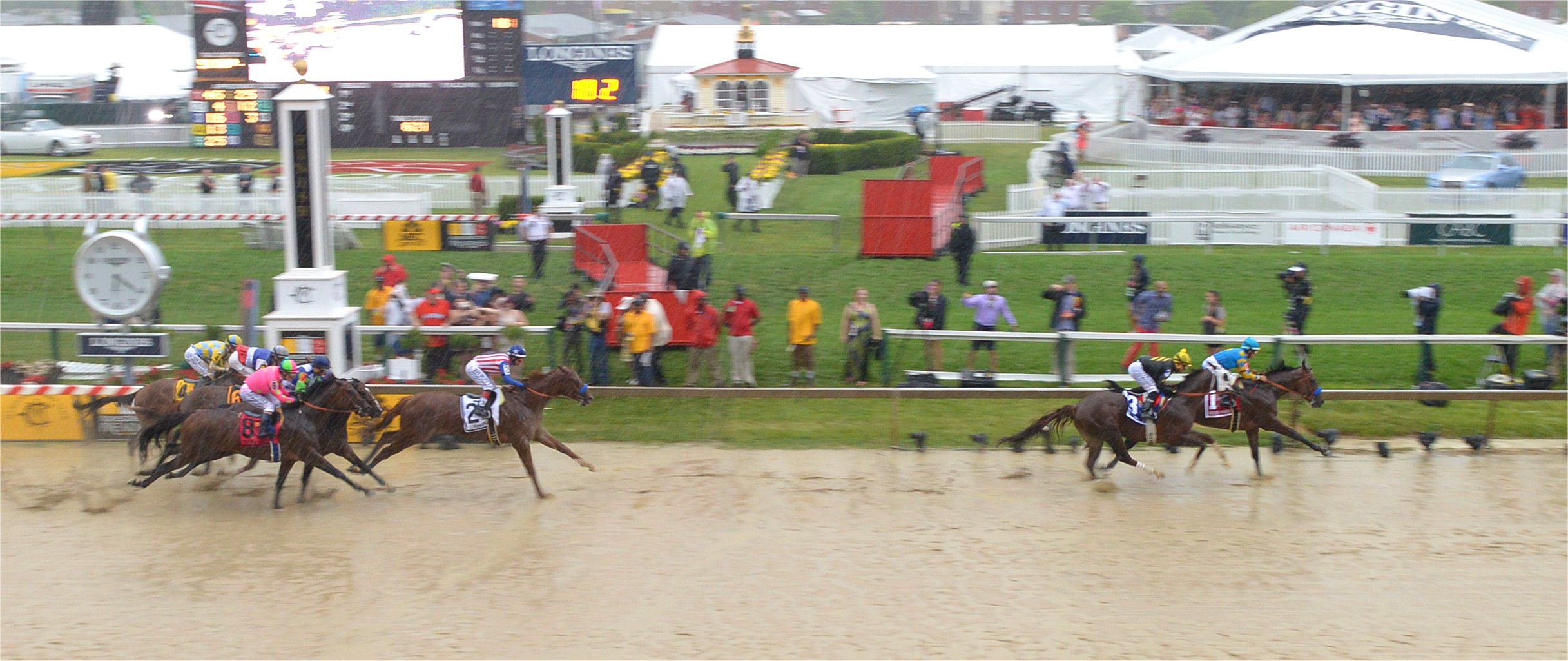
American Pharoah en tête au premier passage de tribune des Preakness Stakes, en mai 2015.

L'entourage du cheval, dont Forbes estime la valeur à quelque 50 millions de dollars, annonce qu'il se retirera de la compétition à la fin de l'année 2015 avec, entre-temps, la Breeders' Cup Classic pour objectif. American Pharoah effectue un retour en compétition victorieux début août, à Monmouth Park, dans le New Jersey, dans les Haskell Invitational Stakes un groupe 1 pour 3 ans dans lequel il dispose facilement de ses six adversaires, dont Keen Ice, troisième des Belmont Stakes. Mais moins d'un mois plus tard, il est défait à la surprise générale par ce dernier dans les Travers Stakes, à Saratoga (sur une piste surnommée "le cimetière des champions", où avant lui les grands Man o'War et Secretariat ont mordu la poussière). Néanmoins, sa participation dans le Classic n'est pas remise en cause et le cheval, qui jouit d'une grand popularité, s'y présente naturellement dans la peau du grandissime favori. La Breeders' Cup ayant été créée en 1984, c'est naturellement la première fois qu'un lauréat de Triple Couronne tente ce grand chelem. Il retrouve dans la course les 3 ans entre lesquels il s'est intercalé, Keen Ice et Frosted, mais surtout doit affronter pour la première fois ses ainés : Honor Code (Whitney Handicap), Tonalist (Jockey Club Gold Cup) et surtout une vraie championne, la 5 ans Beholder, invaincue cette année et lauréate de pas moins de neuf groupe 1, dont deux épreuves de Breeders' Cup (le Juvenile Fillies à 2 ans et le Distaff en 2013). Enfin, le caractère international de l'épreuve est assuré par l'insaisissable 3 ans irlandais Gleneagles, appartenant à Coolmore, qui passait pour un phénomène au printemps avant de fuir les terrains jugés trop souples tout l'été, et finalement de décevoir dans les Queen Elizabeth II Stakes (sixième de Solow). Deux jours avant le départ, qui se déroule cette année sur l'hippodrome de Keeneland à Lexington, Kentucky, l'épreuve perd toutefois un peu de son piment avec l'annonce du forfait de Beholder, fiévreuse. American Pharoah se voit ainsi débarrassé de son plus sérieux challenger, et part d'autant plus le favori d'un public entièrement acquis à sa cause qu'il a tiré un bon numéro à la corde, le 4. Le champion s'élance très vite à la sortie des boîtes et, comme il l'a fait dans les Belmont Stakes, Victor Espinoza n'hésite pas à se porter au commandement pour contrôler la course. Il ne reverra jamais ses adversaires, tant sa supériorité est écrasante. Une accélération dans le tournant final lui assure une avance qui ne cessera de s'accroître dans la ligne droite. Derrière, les 3 ans font pâle figure et c'est un gros outsider, le 6 ans Effinex, qui termine deuxième à six longueurs et demi devant Honor Code. Pour mieux signer sa victoire, American Pharoah se paie le luxe de battre le record du plus grand écart à l'arrivée d'un Classic (record battu depuis par Flightline) et le record des 2000 mètres de la piste, avec un chrono de 2'00"06, et cette performance lui vaut un rating FIAH de 134, le plus haut rating mondial de l'année 2015, ainsi qu'une valeur de 138 chez Timeform, ce qui fait de lui, à égalité avec Cigar, le cheval américain le mieux noté par l'agence, depuis qu'elle attribue des ratings aux chevaux d'outre-Atlantique.    
C'est sur ce triomphe qu'American Pharoah achève son exceptionnelle carrière, marqué par cet exploit inédit de conjuguer la très classique et très ancienne Triple Couronne et la plus récente Breeders' Cup. Un tel palmarès lui vaut un indiscutable titre de Cheval de l'année (avec 261 votes sur 261 votants) et de meilleur 3 ans. Puis, en 2021, une admission au Hall of Fame des courses américaines.     

### Résumé de carrière
| Date         | Hippodrome      | Pays        | Course                      | Statut      | Distance    | Jockey      | Place       | Écart       | Vainqueur ou deuxième |
| 2014, 2 ans  | 2014, 2 ans     | 2014, 2 ans | 2014, 2 ans                 | 2014, 2 ans | 2014, 2 ans | 2014, 2 ans | 2014, 2 ans | 2014, 2 ans | 2014, 2 ans           |
| ------------ | --------------- | ----------- | --------------------------- | ----------- | ----------- | ----------- | ----------- | ----------- | --------------------- |
| 9 août       | Del Mar         | États-Unis  | Maiden                      |             | 1 300 m     | M. Garcia   | 5e / 9      |             | Om                    |
| 4 septembre  | Del Mar         | États-Unis  | Del Mar Futurity            | Gr. 1       | 1 400 m     | V. Espinoza | 1er / 9     | 4 ¾         | Calculator            |
| 27 septembre | Santa Anita     | États-Unis  | FrontRunner Stakes          | Gr. 1       | 1 700 m     | V. Espinoza | 1er / 8     | 3 ¼         | Calculator            |
| 2015, 3 ans  |                 |             |                             |             |             |             |             |             |                       |
| 14 mars      | Oaklawn Park    | États-Unis  | Rebel Stakes                | Gr. 2       | 1 700 m     | V. Espinoza | 1er / 7     | 6 ¼         | Madefromlucky         |
| 12 avril     | Oaklawn Park    | États-Unis  | Arkansas Derby              | Gr. 1       | 1 800 m     | V. Espinoza | 1er / 8     | 8           | Far Right             |
| 2 mai        | Churchill Downs | États-Unis  | Kentucky Derby              | Gr. 1       | 2 000 m     | V. Espinoza | 1er / 18    | 1           | Firing Line           |
| 17 mai       | Pimlico         | États-Unis  | Preakness Stakes            | Gr. 1       | 1 900 m     | V. Espinoza | 1er / 8     | 7           | Tale of Verve         |
| 6 juin       | Belmont Park    | États-Unis  | Belmont Stakes              | Gr. 1       | 2 400 m     | V. Espinoza | 1er / 8     | 2 ½         | Frosted               |
| 2 août       | Monmouth Park   | États-Unis  | Haskell Invitational Stakes | Gr. 1       | 1 800 m     | V. Espinoza | 1er / 7     | 2 ¼         | Keen Ice              |
| 29 août      | Saratoga        | États-Unis  | Travers Stakes              | Gr. 1       | 2 000 m     | V. Espinoza | 2e / 10     | 3/4         | Keen Ice              |
| 31 octobre   | Hollywood Park  | États-Unis  | Breeders' Cup Classic       | Gr. 1       | 2 000 m     | V. Espinoza | 1er / 9     | 6 ½         | Effinex               |

## Au haras
American Pharoah prend ses quartiers à Ashford Stud, tout près de l'hippodrome de Keeneland, théâtre de son dernier exploit. La carrière d'étalon du crack avait été cédée à ce haras, l'antenne américaine du consortium irlandais de Coolmore, pour 13,8 millions de dollars, avant même le début de l'année 2015, son propriétaire Ahmed Zayat conservant l'entier contrôle de sa carrière de courses. Ce montant a été multiplié par 3 à la faveur de bonus pour sa victoire dans la Triple Couronne. Le prix de saillie du champion est fixé à $ 200 000, puis redescend à $ 110 000 en attendant le résultat de ses premiers produits en compétition. En 2017, il se rend en Australie pour participer à la saison de monte, au tarif de $A 66 000. Son tarif américain baisse régulièrement pour se fixer à $ 60 000 en 2023, puis $ 50 000 l'année suivante. En 2019, sa fille, sœur de la championne Beholder, devient le yearling le plus cher de l'année en étant vendue pour 8,2 millions de dollars.     
American Pharoah est l'auteur de (avec entre parenthèses le nom du père de mère) :     
- Van Gogh (Sadler's Wells) : Critérium de Saint-Cloud, 2 ans européen de l'année 2020.
- Cafe Pharoah (More Than Ready) : February Stakes (x2).
- Harvey's Lil Goil (Tapit) : Queen Elizabeth II Challenge Cup Stakes.
- As Time Goes By (Dehere) : Beholder Mile Stakes.
- Above The Curve (Galileo) : Prix Saint-Alary.
- Marketsegmentation (Medaglia d'Oro) : New York Stakes.
- Riff Rocket (Smart Missile) : Victoria Derby.

## Origines
American Pharoah est un fils de l'étalon de son propriétaire, Pioneerof the Nile, dont il est le meilleur produit. Racheté comme lui aux ventes de yearlings (pour $ 290 000), Pioneerof the Nile fut l'un des meilleurs chevaux de sa génération, s'imposant à 2 ans au niveau groupe 1 avant de terminer deuxième du Kentucky Derby en 2009. Installé au haras à $ 17 500, sa cote n'a cessé de grimper, notamment grâce aux succès d'American Pharoah, et son prix de saillie a été fixé à $ 125 000 en 2016, puis à $ 110 000 l'année de sa mort en 2019. 
Côté maternel, la famille d'American Pharoah est assez discrète. Sa mère fut tout de même acquise par Ahmed Zayat pour $ 250 000 en 2007, avant d'être revendue avec un autre poulain de Pioneerof the Nile en 2014 pour 2,1 millions de dollars. Elle se recommande de sa sœur, Misty Rosette (Stormin Fever), lauréate de groupe 3 et placée de groupe 1 (3e des Test Stakes). 

### Pedigree
| Origines de American Pharoah (USA), mâle bai né en 2012 | Origines de American Pharoah (USA), mâle bai né en 2012 | Origines de American Pharoah (USA), mâle bai né en 2012 | Origines de American Pharoah (USA), mâle bai né en 2012 |
| ------------------------------------------------------- | ------------------------------------------------------- | ------------------------------------------------------- | ------------------------------------------------------- |
| Père Pioneerof the Nile                                 | Empire Maker                                            | Unbridled                                               | Fappiano                                                |
| Père Pioneerof the Nile                                 | Empire Maker                                            | Unbridled                                               | Gana Facil                                              |
| Père Pioneerof the Nile                                 | Empire Maker                                            | Toussaud                                                | El Gran Señor                                           |
| Père Pioneerof the Nile                                 | Empire Maker                                            | Toussaud                                                | Image of Reality                                        |
| Père Pioneerof the Nile                                 | Star of Goshen                                          | Lord At War                                             | General                                                 |
| Père Pioneerof the Nile                                 | Star of Goshen                                          | Lord At War                                             | Luna de Miel                                            |
| Père Pioneerof the Nile                                 | Star of Goshen                                          | Castle Eight                                            | Key to the Kingdom                                      |
| Père Pioneerof the Nile                                 | Star of Goshen                                          | Castle Eight                                            | Her Native                                              |
| Mère Littleprincessemma                                 | Yankee Gentleman                                        | Storm Cat                                               | Storm Bird                                              |
| Mère Littleprincessemma                                 | Yankee Gentleman                                        | Storm Cat                                               | Terlingua                                               |
| Mère Littleprincessemma                                 | Yankee Gentleman                                        | Key Phrase                                              | Flying Paster                                           |
| Mère Littleprincessemma                                 | Yankee Gentleman                                        | Key Phrase                                              | Sown                                                    |
| Mère Littleprincessemma                                 | Exclusive Rosette                                       | Ecliptical                                              | Exclusive Native                                        |
| Mère Littleprincessemma                                 | Exclusive Rosette                                       | Ecliptical                                              | Minnetonka                                              |
| Mère Littleprincessemma                                 | Exclusive Rosette                                       | Zetta Jet                                               | Tri Jet                                                 |
| Mère Littleprincessemma                                 | Exclusive Rosette                                       | Zetta Jet                                               | Queen Zetta (famille 14)                                |